# Karluway Number Two District
Karluway Number Two District är ett distrikt i Liberia.   Det ligger i regionen Maryland County, i den sydöstra delen av landet, 400 km sydost om huvudstaden Monrovia.